# 関ジャニ'sエイターテインメント
『関ジャニ'sエイターテインメント』（かんジャニズ エイターテインメント）は、2016年12月10日から2017年1月15日にかけて開催された関ジャニ∞のライブツアー。2017年5月10日にINFINITY RECORDSから16枚目のライブDVD/Blu-rayとして発売された。

## 概要
- 前作『関ジャニ∞リサイタル 真夏の俺らは罪なヤツ』から約6か月でのリリース。
- DVD初回限定盤、DVD通常盤、Blu-ray盤の3形態でリリース。
- 2016年12月10日から開催された5大ドームツアー『関ジャニ'sエイターテインメント』の千秋楽である2017年1月15日の京セラドーム大阪公演を収録[6]。
- 同ツアーは全14公演で自身最高の75万人を動員した[7]。また2017年7月から9月にかけて、5大ドームツアー『関ジャニ'sエイターテインメント ジャム』が開催された。同名タイトルの5大ドームツアーが全14公演開催された[8][注 3]1年間に2度の5大ドームツアーを行うのは音楽界史上初である[9]。
- 初回限定盤の特典DVDには、クリスマス公演で披露された丸山隆平プロデュース曲「ふわふわポムポム」を含むツアーのメイキング映像、各会場のMCダイジェスト、4カ月連続リリース時に放送された連動型CMを収録。また、関ジャニ'sエイターテインメント特製BOXとなっており、特典としてブックレット(52P)を封入。
- Blu-ray盤の特典Blu-rayには、ライブの模様をメンバー全員で鑑賞し語り合ったビジュアルコメンタリー「関ジャニ∞のコメンタリーテインメント」、日替わりアコースティックコーナーで披露され、本編に収録されていない「Baby Baby」「ツブサニコイ」「CANDY MY LOVE」を収録。更に、本編中に上映されたスタジオアコースティックライブの各バージョンを収録。
- 2016年12月10日に開催された北海道・札幌ドーム公演では、大雪の影響で会場のある札幌市の交通機関が麻痺し、新千歳空港発着の250便以上が欠航したことにより、同公演に参加予定だったが会場に到着できないファンが一定数生じ、当時チケットは代表者宛にまとめて郵送されていたため、会場に来られなくなった同行者の分のチケットが余る事案が発生した[10]。一方で、同日に開催予定だったモーニング娘。16の札幌公演では、ファンは到着できたものの、メンバーが会場に到着できなくなり公演が中止となる事案が発生した[10]。そこで、関ジャニ∞のファンがSNSで札幌に到着できなかった観客の分のチケットの引き取りを呼び掛けたところ、関ジャニ∞のチケットを引き取り、急遽本ツアーの同公演に参加した一部のモーニング娘。16のファンががいたという[10]。この件は、メンバーの村上信五は自身のラジオで、モーニング娘。16の石田亜佑美は自身のブログでこのエピソードを語った[10]。

## 公演日程
| 年     | 月   | 日   | 開演時間 | 会場                          |
| ------ | ---- | ---- | -------- | ----------------------------- |
| 2016年 | 12月 | 10日 | 18:00    | 札幌ドーム（北海道）          |
| 2016年 | 12月 | 15日 | 18:30    | 東京ドーム（東京都）          |
| 2016年 | 12月 | 16日 | 18:30    | 東京ドーム（東京都）          |
| 2016年 | 12月 | 17日 | 18:00    | 東京ドーム（東京都）          |
| 2016年 | 12月 | 18日 | 18:00    | 東京ドーム（東京都）          |
| 2016年 | 12月 | 22日 | 18:30    | ナゴヤドーム（愛知県）        |
| 2016年 | 12月 | 24日 | 17:00    | ナゴヤドーム（愛知県）        |
| 2016年 | 12月 | 25日 | 17:00    | ナゴヤドーム（愛知県）        |
| 2017年 | 1月  | 2日  | 18:00    | 福岡ヤフオク!ドーム（福岡県） |
| 2017年 | 1月  | 3日  | 17:00    | 福岡ヤフオク!ドーム（福岡県） |
| 2017年 | 1月  | 12日 | 19:00    | 京セラドーム大阪（大阪府）    |
| 2017年 | 1月  | 13日 | 19:00    | 京セラドーム大阪（大阪府）    |
| 2017年 | 1月  | 14日 | 17:00    | 京セラドーム大阪（大阪府）    |
| 2017年 | 1月  | 15日 | 16:00    | 京セラドーム大阪（大阪府）    |

## 販売形態
- 発売日：2017年5月10日
  - DVD初回限定盤（JABA-5243~5246：4DVD）
    - 関ジャニ'sエイターテインメント特製BOX仕様
    - ブックレット（52P）封入

  - DVD通常盤（JABA-5247~5248：2DVD）
  - Blu-ray盤（JAXA-5038~5039：2Blu-ray）
    - 5.1chサラウンド収録（Disc1のみ）

## 収録内容

### 本編映像（セットリスト）
※ 各DVD盤は、Disc 1にM-1~13、Disc 2にM-14以降を収録。
1. NOROSHI
2. ブリュレ
3. RAGE
4. 浮世踊リビト
5. パノラマ
6. T.W.L
7. ∞レンジャー 〜イッツショータイム 見せつけろレンジャー魂の巻〜
  1. ∞レンジャー / エイトレンジャー
  2. Hopeful melody / グリーンレンジャー
8. 王様クリニック by TAKATSU-KING
9. The Light / 丸山隆平・安田章大
10. 罪と夏
11. がむしゃら行進曲
12. イッツ マイ ソウル
13. なぐりガキBEAT

＜MC＞
1. I to U
2. 言ったじゃないか
3. ローリング・コースター
4. ハダカ / 横山裕・渋谷すばる
5. Steal your love / 錦戸亮・大倉忠義
6. Black of night
7. キング オブ 男!
8. 前向きスクリーム!
9. 粉もん（スタジオ・アコースティック演奏[注 4]）
10. Tokyoholic
11. 象
12. NOROSHI

＜アンコール＞
1. ズッコケ男道
2. 急☆上☆Show!!
3. 無責任ヒーロー
4. オモイダマ

＜Wアンコール＞
1. TAKOYAKI in my heart

＜エンドロール＞
- DVD初回限定盤・DVD通常盤
  - NOROSHI "関ジャニ'sエイターテインメント" Remix
- Blu-ray盤
  - パノラマ "関ジャニ'sエイターテインメント" Remix

### 特典映像

#### DVD初回限定盤
| #         | タイトル                                                                 | 作詞  | 作曲・編曲 | 時間  |
| --------- | ------------------------------------------------------------------------ | ----- | ---------- | ----- |
| 1.        | 「ツアーメイキング映像」                                                 |       |            | 65:11 |
| 2.        | 「アナザーCM集『パノラマ』」(Full ver.)                                  |       |            | 0:37  |
| 3.        | 「アナザーCM集『パノラマ』」(Short ver.)                                 |       |            | 0:19  |
| 4.        | 「アナザーCM集『関ジャニ∞リサイタル 真夏の俺らは罪なヤツ』」(Full ver.)  |       |            | 0:37  |
| 5.        | 「アナザーCM集『関ジャニ∞リサイタル 真夏の俺らは罪なヤツ』」(Short ver.) |       |            | 0:19  |
| 6.        | 「アナザーCM集『NOROSHI』」                                              |       |            | 0:19  |
| 7.        | 「アナザーCM集『なぐりガキBEAT』」                                       |       |            | 0:19  |
| 合計時間: | 合計時間:                                                                | 67:41 |            |       |

| #         | タイトル           | 作詞   | 作曲・編曲 | 時間   |
| --------- | ------------------ | ------ | ---------- | ------ |
| 1.        | 「MCダイジェスト」 |        |            | 159:32 |
| 合計時間: | 合計時間:          | 159:32 |            |        |

#### Blu-ray盤
| #         | タイトル                                | 作詞   | 作曲・編曲 | 時間   |
| --------- | --------------------------------------- | ------ | ---------- | ------ |
| 1.        | 「関ジャニ∞のコメンタリーテインメント」 |        |            | 124:18 |
| 合計時間: | 合計時間:                               | 124:18 |            |        |

| #         | タイトル                             | 作詞  | 作曲・編曲 | 時間 |
| --------- | ------------------------------------ | ----- | ---------- | ---- |
| 1.        | 「Baby Baby」(2017年1月12日公演)     |       |            | 3:40 |
| 2.        | 「ツブサニコイ」(2017年1月13日公演)  |       |            | 3:34 |
| 3.        | 「CANDY MY LOVE」(2017年1月14日公演) |       |            | 3:41 |
| 合計時間: | 合計時間:                            | 10:55 |            |      |

| #         | タイトル                                       | 作詞  | 作曲・編曲 | 時間 |
| --------- | ---------------------------------------------- | ----- | ---------- | ---- |
| 1.        | 「北の国から〜遥かなる大地より〜」(札幌ドーム) |       |            | 2:22 |
| 2.        | 「LOVE YOU ONLY」(東京ドーム)                  |       |            | 2:31 |
| 3.        | 「クリスマス・イブ」(ナゴヤドーム)             |       |            | 2:43 |
| 4.        | 「Happy Happy Greeting」(福岡ヤフオク!ドーム)  |       |            | 2:48 |
| 合計時間: | 合計時間:                                      | 10:24 |            |      |

## CD未収録曲

### Hopeful melody
『Hopeful melody』（ホープフル メロディー）は、グリーンレンジャー（大倉忠義）の楽曲。
2022年9月現在、CD未収録である。

#### クレジット（Hopeful melody）
- 作詞：グリーンレンジャー
- 作曲：長橋健一
- 作品コード[注 7]：224-5828-0

#### 収録作品（Hopeful melody）
ライブ映像
- 本項『関ジャニ'sエイターテインメント』